# Angur Baba Joshi
Angur Baba Joshi (nepalès: अङ्गूरबाबा जोशी)  (Nepal, 15 d'agost de 1932 - Katmandú, 20 de juny de 2020) fou una activista social nepalesa. Va ser una gran col·laboradora en el camp de l'educació i els serveis socials.

## Vida matrimonial
Joshi es va casar a l'edat de 11 anys amb el desaparegut professor Bal Ram Joshi, que llavors només tenia 12 anys. Tenia un fill (Kirani) i dues filles (Prava i Jyoti).

## Educació
Després de tornar d'Anglaterra, als 29 anys, va començar la seva carrera com a directora al Col·legi Padma Kanya, el primer col·legi femení del Nepal, des del 1953 fins al 1973. De fet, fou la primera dona del Nepal a treballar com a directora.

## Premis
- Jagadamba Puraskar, 2071 B.S.
- Gorkha Dakshin Bahu, 2a classe.
- Trishakti Patta, de 3a classe.
- Mahendra Vidya Bhushan, de 1a classe.